# Hylobates muelleri
O gibão-cinza (Hylobates muelleri) é uma das sete espécies de hylobates.
Ao contrário de outros gibões, não é possível diferenciar machos e fêmeas por meio da coloração de seus pelos. Sua pelagem varia do marrom ao cinza, além de formar um anel, branco e brilhante, em sua face. No topo cabeça, comumente apresenta pelos negros. Com a massa corporal entre 4 e 8 kg, trata-se de um dos menores hilobatídeos.
O primata é endêmico da Ilha de Bornéu, de modo a habitar suas porções norte e leste. No sudoeste da ilha vive o gibão-de-barbas--brancas; seus territórios dificilmente coincidem. De hábitos diurnos, ocupam florestas pluviais. Possuem longos membros superiores, típicos dos gibões, com os quias transitam entre as árvores. Vivem juntos, em pares monogâmicos, e defendem o território de sua família com um longo e alto grito. Sua dieta é composta, principalmente, por frutas. Pouco se sabe acerca de seus comportamentos reprodutivos, mas acredita-se que são similares ao dos demais gibões.
O mamífero pode ser encontrado em áreas protegidas como os parques nacionais indonésios de Betung Kerihun; Bukit Baka Bukit Raya; Kayan Mentarang; Kutai; e Tanjung Puting. Também ocorre na Floresta de Proteção Sungai Wain, localizada na Indonésia;  no Parque Nacional de Pulong Tau, no Santuário de Vida Selvagem Lanjak-Entimau, e na Reserva Florestal de Semengok, sendo os três últimos situados na Malásia.

## Subespécies
Há três subespécies de gibão-cinza:
- Gibão-cinza-de-müller, Hylobates muelleri muelleri
- Gibão-cinza-de-abbott, Hylobates muelleri abbotti
- Gibão-cinza-do-norte, Hylobates muelleri funereus